# Batalion Saperów Warszawskiej Brygady Pancerno-Motorowej
Batalion Saperów Warszawskiej Brygady Pancerno-Motorowej – pododdział saperów Wojska Polskiego.
Batalion nie występował w pokojowej organizacji wojska. W 1939 roku 2 pułk Saperów Kaniowskich sformował w alarmie zmotoryzowany batalion saperów dla Warszawskiej Brygady Pancerno-Motorowej. W składzie tej brygady walczył w kampanii wrześniowej.

## Organizacja wojenna i obsada personalna we wrześniu 1939 roku
Organizacja wojenna i obsada personalna we wrześniu 1939 roku

Dowództwo
- dowódca batalionu – mjr Adam Golcz
- zastępca dowódcy batalionu – kpt. Bolesław Barański (zginął we wrześniu 1939)
- adiutant - ppor. rez. Mieczysław Okołowicz
- oficer techniczny - ppor. rez. Norbert Mojsiewicz
- lekarz - kpt. dr Jerzy Nowodworski
- płatnik - kpt. Władysław Kierzkowski
- poczet - ppor. rez. Stefan Roli
- plut. pchor. rez. Stanisław Nowicki
- plut. pchor. rez. Eugeniusz Quech

- dowódca plutonu rozpoznawczego – por. Henryk Halicki
- dowódca plutonu pontonowego – kpt. Antoni Iwanicki
- zastępca dowódcy - ppor. rez. Ignacy Sarnecki
- dowódca plutonu gospodarczego – ppor. rez. Stefan Brol, ppor. rez. Aleksander Rosiński
- funkcja nieznana - por. rez. Karol Filipowski

1 zmotoryzowana kompania zaporowa
- dowódca kompanii – kpt. Jerzy Wolański
- poczet - NN
- szef kompanii - NN
- dowódca I plutonu - ppor. Nikodem Jaroszek
- dowódca II plutonu - ppor. rez. Włodzimierz Marcinkowski
- dowódca III plutonu - ppor. rez. Michał Czosnowski
- dowódca IV plutonu - ppor. rez. Bogusław Maliszewski
- dowódca plutonu technicznego - por. Józef Grygiel

2 zmotoryzowana kompania przeprawowa
- dowódca kompanii – kpt. sap. Stanisław Ludwik Jaxa-Rożen
- poczet - plut. pchor. rez. Kazimierz Buczyński, kpr. pchor. rez. Zygmunt Smieciuszewski
- szef kompanii - NN
- dowódca I plutonu - ppor. Roman Kozłowski
- dowódca II plutonu - ppor. rez. Henryk Janik
- dowódca III plutonu - ppor. rez. Zbigniew Weber
- dowódca IV plutonu - ppor. rez. Jerzy Ćwikliński (zginął 2 IX 1939)
- dowódca plutonu technicznego - ppor. rez. Otton Kleć